# Crna legija (strip)
crna legija je 690. redovna epizoda Zagora objavljena u Srbiji u svesci #222. u izdanju Veselog četvrtka. Na kioscima u Srbiji se pojavila 6. februara 2025. god. Koštala je 450 din (3,84 €; 4,1 $). Imala je 94 strane.

## Originalna epizoda
Originalna sveska pod nazivom Black legion objavljena je premijerno u #690. regularne edicije Zagora u izdanju Bonelija u Italiji 3.1.2023. Epizodu je nacrtao Olivio Gramakioni, scenario napisao Moreno Buratini. Naslovnu stranu je nacrtao Alesandro Pičineli. Cena sveske na evropskom tržištu iznosila je 4,9 €.

## Sadržaj
Ispitujući zarobljenog vojnika, Zagor saznaje da je Crna legija bila u rasulu nakon što ju je Rohas napustio. Ponovno su se okupili u Kanadi, ali ih je kanadska vlada proterala, te su sada došli u Ameriku. Saznali su da se Rohas nalazi u Darkvudu i zbog toga su došli da ga pronađu. Na Zagorovo insistiranje da objasni zašto ga traže, vojnik odgovara da je razlog to što je Rohas ubio pukovnika Samerskela. Nakon što se Rohas oporavio, počinje da priča Zagoru svoju istoriju u Crnoj legiji. Od samog početka bio je nespretan vojnik, što je navelo Samrskekla da ga neprestano vređa. Jednom prilikom, grupa regruta dobila je zadatak da isprati karavan naseljenika dužine sto milja kroz dolinu reke Fulton. Trebaloo je da ih zaštite od indijanaca. Rohas je tada spasao Indijanku Arijanu koju je drugi vojnik pokušao da siluje, što je izazvalo sukob između njih. Vođa karavana je ukorio obojicu i rekao da mu nije važno da li neko pokušava da siluje Indijanku, već da je najvažnije da se vojnici međusobno ne sukobljavaju. Rohas nije mogao da podnese takvu toleranciju prema silovanju i odlučio je da napusti Crnu legiju čim mu istekne ugovor. Nekoliko dana kasnije, ekspedicija je stigla do reke Delaver, njihovog konačnog odredišta. Po dolasku u novo naselje, vojnici, zajedno sa meštanima, odlučuju da sa zarobljenim Indijancem upriliče surovu igru — da ga puste da beži, a zatim da po njemu otvaraju vatru kao u lovu na divljač. Rohasovu savest uznemirila je takva okrutnost, te se odlučio da interveniše: spasio je Indijanca i zajedno sa njim pobegao. Vojne vlasti su ga potom proglasile za dezertera i kradljivca konja. Rohas je ostao da živi u sa Indijancima, postupno se uklapajući u njihov način života. Naposletku je stupio u brak sa Arijanom, te se orodio sa njenim bratom, Vatuvom. Iz tog braka rodilo se i dete. Jednoga dana, dok je bio u lovu, Rohas nailazi na odred Crne legije, koji je bio upućen kao kaznena ekspedicija prema indijanskom selu. Uhvaćen u šumi, ostao je u zarobljeništvu dok se odred uputio ka ka selu, ali je uspeo da se izbavi iz zatočeništva.

## Prethodna i naredna epizoda
Prethodna sveska Zagora u okviru redovne edicije nosila je naslov Rohasova prošlost  (#221), a naredna Neprijateljski logor (#223).

## Fusnote
1. ↑  https://veselicetvrtak.com/izdanja/zagor/zagor-redovna-serija/zagor-222-crna-legija/
2. ↑  Spisak epizoda regularne edicije Zagora objavljenih u Veselom četvrtku mogu se pogledati ovde. Spisak svih edicija Zagora u Srbiji i bivšoj Jugoslaviji nalazi se ovde.
3. ↑   https://en.sergiobonelli.it/zagor/2022/12/02/comics/black-legion-1022526/ (Pristup 25.3.2025)